# El Codó (Senterada)
El Codó, o lo Codó, és una muntanya de 1.326 m. alt. del terme municipal de Senterada, en el Pallars Jussà, situat prop de l'extrem sud del terme.

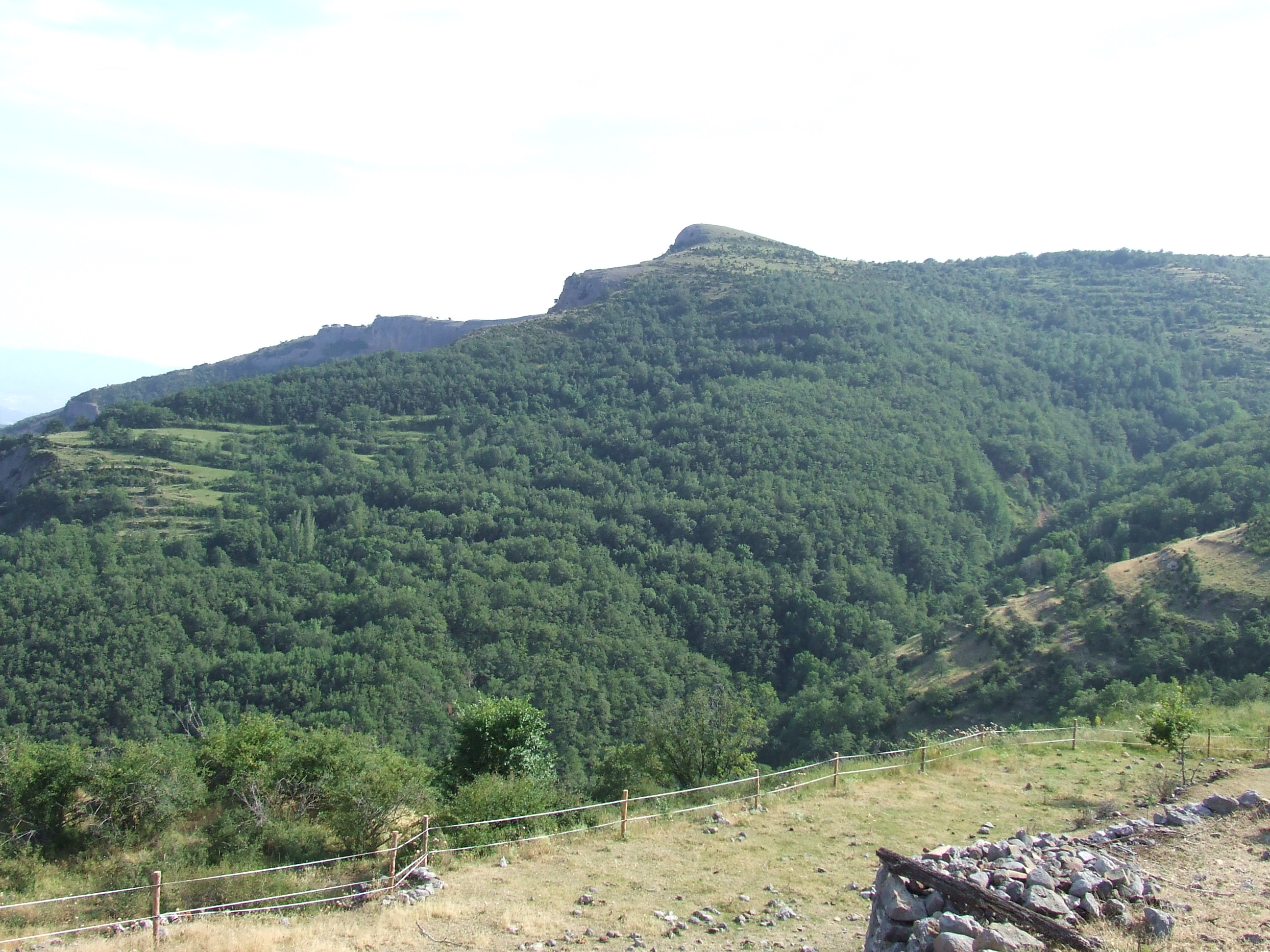
Lo Codó, des de Cérvoles

És l'extrem oriental del Serrat de Sant Roc, prop del límit amb el terme de Conca de Dalt, en territori de l'antic terme de Toralla i Serradell.
És una muntanya amb forta presència en el seu territori, ja que domina bona part de l'extrem sud-occidental del terme municipal de Senterada.
Aquest cim està inclòs al llistat dels 100 cims de la FEEC